# Oxyde de mercure(II)
Pour les articles homonymes, voir Oxyde de mercure.
L'oxyde de mercure(II) ou oxyde mercurique a pour formule chimique HgO.
Il a une couleur rouge ou orange. L’oxyde de mercure(II) est un solide à température et pression ambiantes. La forme minérale montroydite est très rarement rencontrée.

## Utilisations
- Production du mercure
- Anodes des piles mercuriques
- Antiseptique externe

## Propriétés
Apparence : solide de couleur jaune à rouge.
L'HgO est non inflammable.